# Guram Jassonowitsch Zchowrebow
Guram Jassonowitsch Zchowrebow (russisch Гурам Ясонович Цховребов; * 14. Juli 1938 in Staliniri, Südossetisches Autonomes Gebiet; † 1998) war ein sowjetischer Fußballspieler ossetischer Herkunft.

## Leben und Karriere
Guram Zchowrebow wurde 1938 im südossetischen Staliniri, dem heutigen Zchinwali, geboren. Er begeisterte sich schon früh für den Fußball und besuchte in seiner Heimatstadt eine Sportschule, bevor man sein Talent erkannte und ihn zu Dinamo Tiflis schickte, dem damals erfolgreichsten Klub aus dem Kaukasus in der sowjetischen Liga. 1957 gehörte Zchowrebow zwar zum Kader von Dinamo, kam jedoch zu keinen Einsätzen in der ersten Mannschaft. Er verließ den Club daher und wechselte 1958 zum Zweitligisten Torpedo Kutaissi, wo er bis 1963 bleiben sollte. Dort absolvierte der Abwehrspieler 57 Ligaspiele und schaffte in der Saison 1962 sogar den Aufstieg in die höchste sowjetische Liga.
1964 wurde Zchowrebow schließlich erneut von Dinamo Tiflis verpflichtet, wo er nun den erfolgreichsten Teil seiner Karriere verbringen sollte. Er stand nun fast sechs Jahre im Kader der Tifliser und absolvierte über 150 Ligaspiele. 1964 konnte er mit seiner Mannschaft sogar sowjetischer Meister werden. 1967 wurde er in die sowjetische Nationalmannschaft berufen. 1971 wechselte Zchowrebow zu Metallurg Rustawi, wo er seine Karriere ausklingen ließ. 1973 bis 1974 trainierte er Spartak Zchinwali in seiner südossetischen Heimat.  Er starb 1998.